# Akcja „Za Bugiem”
Akcja „Za Bugiem” – kryptonim szeregu antyukraińskich działań (mających znamiona czystki etnicznej) przeprowadzonych przez NSZ na terytorium Lubelszczyzny w okresie od lutego do czerwca 1945 r., mających na celu zmuszenie ludności ukraińskiej i uznanej za takową do wyjazdu na teren USSR, jak i jej częściową fizyczną eliminację.
Oddziały NSZ od lutego do początku czerwca 1945 r. przeprowadziły szereg antyukraińskich akcji na terenie Lubelszczyzny, pod ogólnym kryptonimem „Za Bugiem”, w myśl wytycznych z 23 lutego 1945 r. wydanych najprawdopodobniej na szczeblu KO XVI i KZW NSZ przez kpt./ppłk.Tadeusza Zielińskiego „Wujka”. Działania te poległy na dokonywaniu zabójstw ludności ukraińskiej, i uznanej za takową (a także rabunków na jej szkodę), w celu zmuszenia jej do wyjazdu na teren USSR, co miało doprowadzić do uczynienia terenu czysto polskim etnicznie. Badacz omawianego tematu dr Zajączkowski przyznaje, że „Aby stać się ofiarą napaści, wystarczyło mieć wówczas inną niż polska narodowość i odmienne od rzymskokatolickiego wyznanie (…)”. Ofiarą akcji „Za Bugiem” został m.in. przedwojenny naczelny kapelan Wojska Polskiego wyznania prawosławnego Bazyli Martysz, który – co interesujące – zdecydowanie czuł się Polakiem. Do końca maja 1945 r. zginęło najprawdopodobniej ok. 90 Ukraińców i osób posądzonych o ukraińskie pochodzenie. Punktem kulminacyjnym prowadzonej akcji deukrainizacyjnej przez partyzantów NSZ była zagłada wsi Wierzchowiny, gdzie 6 czerwca 1945 r. podkomendni kpt. Mieczysława Pazderskiego „Szarego” unicestwili ok. 200 ukraińskich mieszkańców, w większości kobiet i dzieci wyznania prawosławnego (lecz także prawie całą społeczność Świadków Jehowy). Dalszym akcjom uderzającym w Ukraińców położyło kres rozbicie oddziału „Szarego” przez siły polskiego i sowieckiego aparatu terroru pod Hutą 10 czerwca 1945 r.  Wszystkie te wydarzenia rozgrywały się pod hasłem odwetu za zbrodnie popełnione przez banderowską partyzantkę na wołyńskich i galicyjskich Polakach, a także ich obrony, mimo iż nie jest znany ani jeden przykład, gdzie NSZ stanęłoby do walki z UPA w obronie atakowanych Polaków. Motyw obrony polskiej ludności nie jest też do końca przekonujący, ponieważ partyzantka NSZ nie miała oporów by dokonać eksterminacji polskich uciekinierów z Wołynia w Horeszkowicach i Lipówkach. W omawianym okresie (tuż przed tragedią Wierzchowin) doszło nawet do porozumienia między poakowskim i banderowskim podziemiem, które podziemie nacjonalistyczne zamierzało storpedować. Warto dodać, że analogiczne akcje – uderzające w „niechcianych obywateli” Rzeczypospolitej – polska partyzantka nacjonalistyczna przeprowadziła też na Rzeszowszczyźnie (Piskorowice) i Białostocczyźnie (Zaleszany).